# Äusserer Stand

Ostermontagsumzug des Äusseren Standes auf dem Waisenhausplatz, ganz rechts im Bild der Hurispiegel (1785)

Das Rathaus zum Äusseren Stand (um 1880)

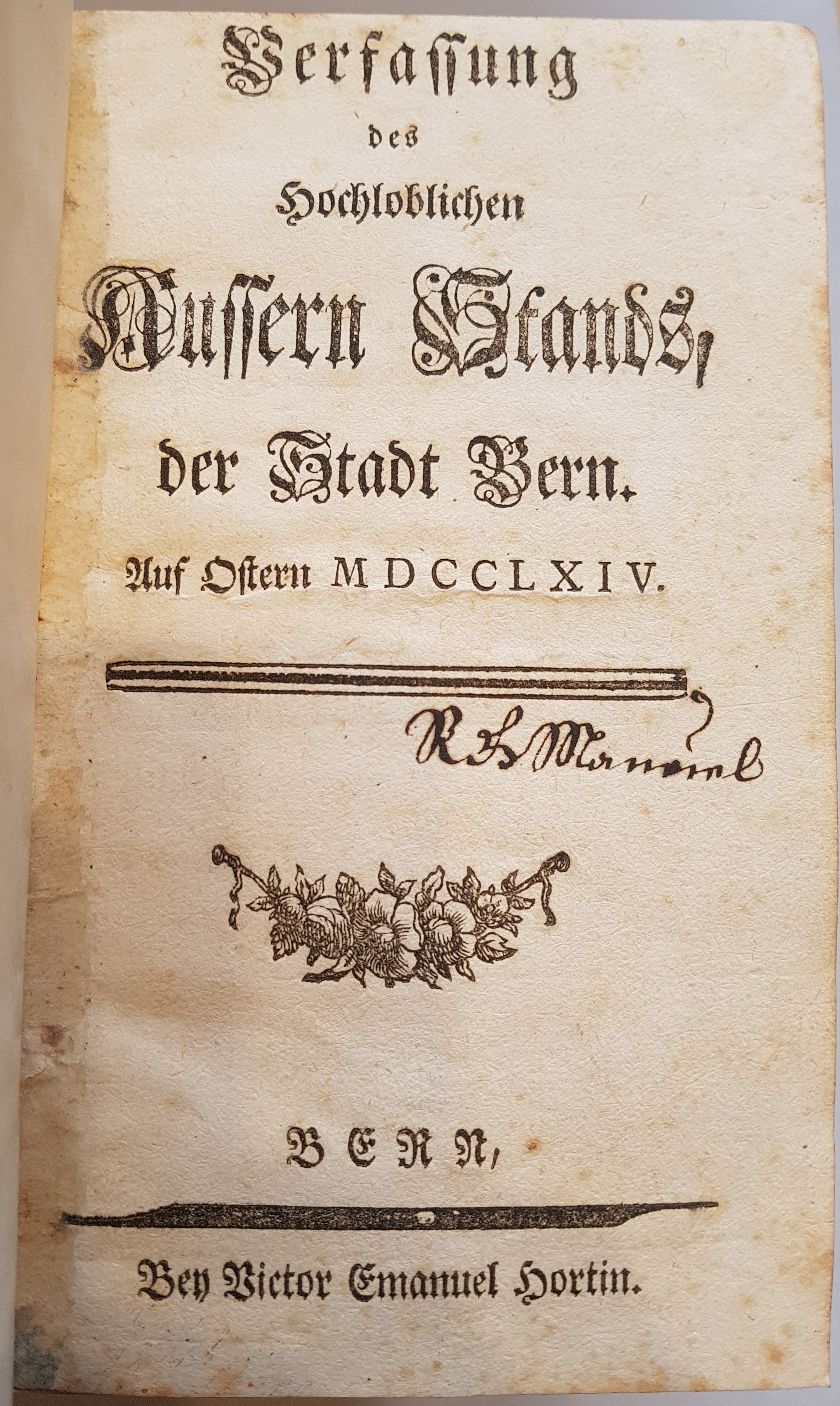
Verfassung des hochloblichen Aussern Stands der Stadt Bern [...], aus dem Besitz von Rudolf Gabriel Manuel (1764)

Der Äussere Stand war eine zeremonielle Gesellschaft junger Burger der Stadt Bern. Die Ursprünge des 1799 aufgelösten Äusseren Standes sind unklar.

## Geschichte
Möglicherweise geht der Äussere Stand auf spätmittelalterliche Freischarenbewegungen zurück. Der Äussere Stand imitierte die bernische Regierung (Innerer Stand) in seiner Verwaltungsstruktur mit sämtlichen Ämtern wie Schultheiss, Seckelmeister, Venner, Räten und fiktiven Landvogteien. Die mindestens 18 Jahre alten Mitglieder konnten sich im Äusseren Stand auf die Verwaltungstätigkeit im eigentlichen Regiment vorbereiten. Im Gegensatz zu dem ab der Mitte des 17. Jahrhunderts sich immer stärker abschliessenden Patriziates stand der Äussere Stand bis zuletzt sämtlichen Burgern offen. 1794 setzte sich der Äussere Stand aus 94 Angehörigen nichtregierender und 59 (von 76) regierender Familien zusammen. Der Äussere Stand veranstaltete in unregelmässigen Abständen militärische Umzüge und Scheingefechte (Schüsselikrieg) auf dem Kirchenfeld, am Nachmittag des Ostermontags fand der jährliche Umzug des Äusseren Standes statt. 1757 führte der Äussere Stand den Rednertag ein. Anlässlich des Rednertags sprachen Mitglieder des Äusseren Stands wie Vincenz Bernhard Tscharner, Johann Rudolf Tschiffeli, Emanuel von Graffenried, Niklaus Anton Kirchberger, Friedrich Rosselet und Karl Ludwig von Haller über historisch-politische Themen.
Die Gesellschaft wurde 1799 aus finanziellen Engpässen heraus aufgelöst. Die silbernen Ehrengeschirre sowie mehrere Prunkmöbel gingen 1799 käuflich an die Bogenschützengesellschaft der Stadt Bern sowie an die Burgergemeinde Bern über. Das Prunktäfer aus dem Ratssaal sowie weitere Möbel gelangten in die Sammlung des Bernischen Historischen Museums. In dem 1728 bis 1730 möglicherweise durch Albrecht Stürler erbauten ehemaligen Rathaus des Äusseren Standes befindet sich seit 1980 ein Restaurant.